# RSDN
Russian Software Developer Network (RSDN) — сообщество русскоговорящих разработчиков программного обеспечения. Главной целью создателей сайта было компенсировать нехватку русскоязычных материалов по программированию для Windows. Проект запущен 10 апреля 2001 года.

## Сайт
Сообщество RSDN объединено сайтом RSDN.org, на котором представлены статьи по широкому кругу вопросов: языкам программирования, операционным системам и платформам, библиотекам и инструментам. RSDN поддерживает ряд проектов, в частности:
- RSDN@Home (офлайн-клиент для форумов RSDN)
- RSDN NNTP Server (NNTP сервер для форумов RSDN)
- Linq2db (библиотека доступа к БД с поддержкой LiNQ)[4]
- Интеграция Nemerle и Visual Studio
- Библиотека утилит для .NET CodeJam Library Архивная копия от 13 июня 2018 на Wayback Machine

Сайт RSDN предлагает набор хорошо структурированных модерируемых форумов. Множество профессионалов, включая ряд MVP, регулярно посещают форумы и принимают участие в обсуждениях. В частности, MVP является один из лидеров проекта Иван Бодягин
Наряду с форумами конкретного прикладного значения (форумы по языкам программирования, по конкретным технологиям), на RSDN есть форумы и по общим вопросам программирования, такие как философия программирования, юзабилити, проблемы менеджмента, проблемы тестирования и другие.

## RSDN Magazine
С апреля 2002 года RSDN, совместно с издательским домом «Оптим.ру» выпускал журнал для программистов RSDN Magazine. С 2015 года журнал прекратил существование и более не выпускается.

## Другие проекты
В 2010 году журнал RSDN, совместно с Microsoft провёл конкурс статей посвящённых Windows 7 или .NET..

## Статистика
Сайт внесён в каталог DMOZ, в русский раздел, посвящённый ресурсам по программированию и каталог ЕЖЕ-ТОП, где он расценен как «Один из самых информационно-наполненных и популярных российских сайтов, посвященных программированию».
В голосовании «народная десятка» Премии Рунета в 2005 году занял 39 место.
По статистике Alexa.com на 27 июля 2016 года, сайт RSDN находится на 1321 месте по посещаемости в России и 20560 в мире..

## Похожие сообщества
Зарубежные
- CodeGuru
- CodeComments
- DevX
- Experts-Exchange
- Planet Source Code
- The Code Project
- TheScripts
- VisualBuilder

Русские
- Sources.ru